# Ji Sheng

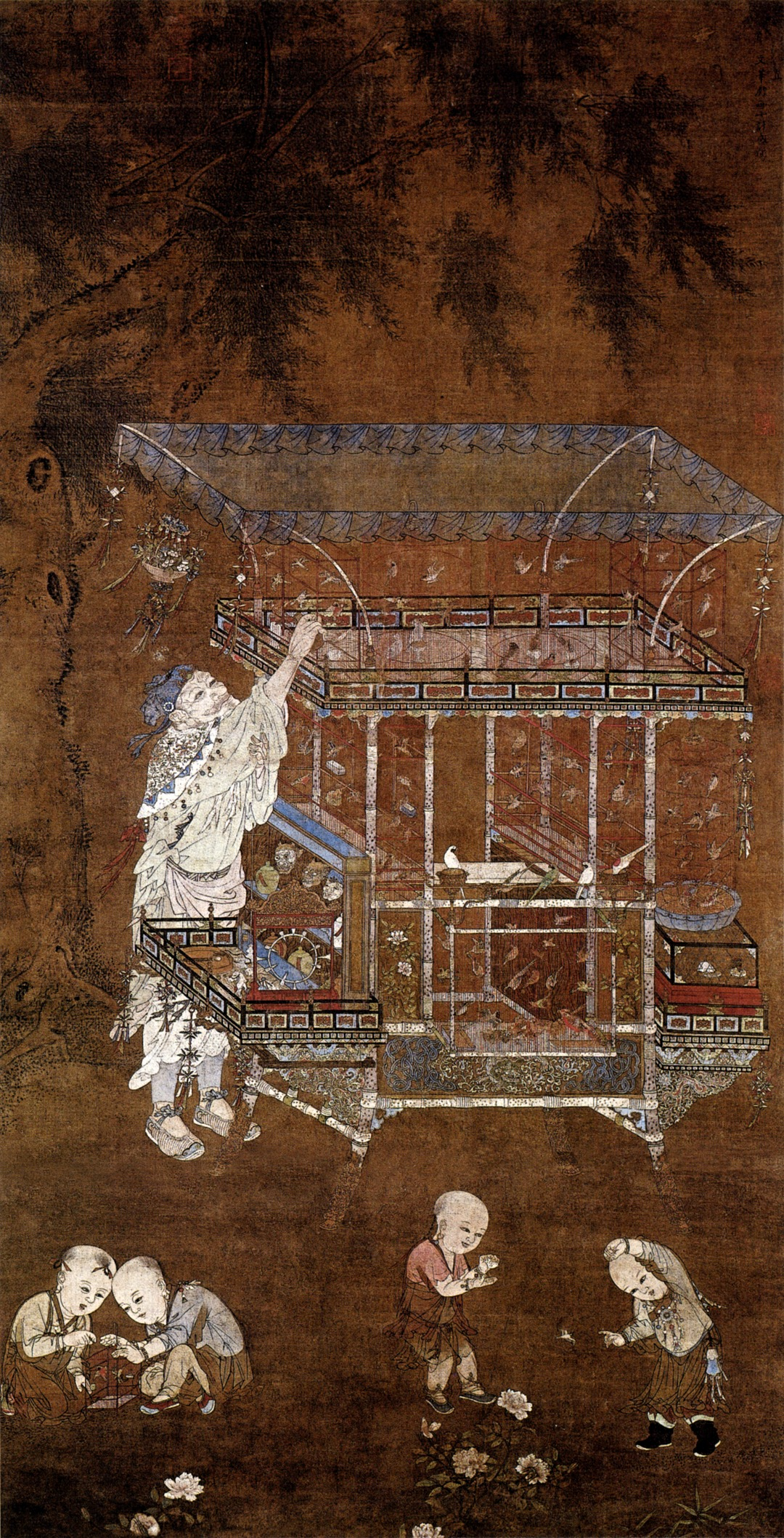
Ji Sheng, Venedor ambulant, Museu del Palau de Pequín

Ji Sheng (xinès simplificat: 计盛; xinès tradicional: 計盛; pinyin: Jì Shèng), fou un pintor xinès de la cort imperial que va viure sota la dinastia Ming. No es coneixen les dates del seu naixement ni de la seva mort (en la història de l'art xinès es troben escasses dades registrades sobre aquest artista). Al Museu Nacional del Palau de Pequín es conserva la seva obra Venedor ambulant que formà part de la col·lecció imperial, rotlle pintat a tinta i color. Aquest tema ja s'havia tractar durant el període Song.